# Grensoverschrijdend betalingsverkeer
Voor het grensoverschrijdend betalingsverkeer zijn in principe twee methoden te hanteren:
1. de internationale transacties laten uitvoeren door een lokale bank; de bank zal dat doen door gebruik van correspondent banking of via netwerk-bankieren
2. zelf rekeningen bezitten in verschillende landen

Wordt de tweede wijze gekozen, dan verloopt alles volgens de regels van het binnenlands betalingsverkeer van het betreffende land. Het houdt dan wel in dat er een goede administratie bijgehouden moet worden, je moet zelf zorgen dat er altijd saldo op ieder van je rekeningen is voor het uitvoeren van de betalingen.
Laat je je bank het grensoverschrijdend verkeer oplossen, dan moet voor de wijze van afhandelen in elk geval onderscheid gemaakt worden tussen de SEPA (Single Europe Payments Area) en de rest van de wereld.

## Betalingen binnen SEPA
Binnen de SEPA worden de betalingen afgehandeld via TARGET2, het systeem van de Europese Centrale Bank en via de EBA systemen.
Betalingen via TARGET lopen via de centrale banken van de betrokken landen. Wanneer bijvoorbeeld de ING Bank een betaling moet doen aan de Franse bank Crédit Agricole, dan verloopt dat volgens het onderstaande schema.
Per stap:
1. De ING Bank zendt de opdracht naar DNB (De Nederlandsche Bank)
2. De melding loopt via het TOP systeem (dat de Nederlandse banken met DNB verbindt)
3. DNB controleert of de betaling aan de standaarden voldoet (staat alle nodige informatie er in) en controleert of de bank voldoende saldo/krediet bij DNB heeft. DNB checkt of het ontvangende RTGS-systeem (van Banque de France) actief is. Wanneer alles klopt wordt het bedrag van de rekening van de ING Bank af gehaald. Een bericht wordt naar de Banque de France gestuurd en de rekening die Banque de France bij de DNB aanhoudt wordt gecrediteerd.
4. Via het Interlinking-netwerk gaat het bericht naar de Banque de France
5. Banque de France controleert de opdracht: klopt de informatie, voldoet hij aan de veiligheidsstandaarden, en is de bedoelde bank, Crédit Agricole, op het RTGS-systeem in Frankrijk (TBF) aangesloten? Klopt dit, dan wordt de rekening van Crédit Agricole gecrediteerd en de rekening van DNB bij Banque de France gedebiteerd.
6. Via TBF ontvangt Crédit Agricole een bericht van bijschrijving. Aan DNB wordt een bevestiging gestuurd van verwerking van de transactie. Ontvangt DNB deze niet binnen een half uur, dan zal DNB moeten controleren waar er iets fout is gegaan.
7. Crédit Agricole kan nu de transactie verder afhandelen (met haar klant, de ontvangende partij)

Afhandeling via TARGET heeft de grootste zekerheid, maar is relatief duur. De EBA heeft daarom een aantal systemen opgezet om transacties goedkoper te kunnen verwerken (zie ook SEPA), Euro1, Step1 en Step2.
Om mee te kunnen doen aan de betalingssystemen van de EBA, moet een bank aan een aantal voorwaarden voldoen. De eerste voorwaarde is dat de bank een (hoofd-)kantoor moet hebben in een van de landen van de Europese Unie, daarnaast gelden er voorwaarden met betrekking tot de omvang en gezondheid van de bank (balanstotaal, liquide middelen, credit rating). Is een bank geen deelnemer, dan kan de bank altijd nog via correspondent banking (zie volgende paragaraaf) gebruikmaken van de mogelijkheden van deze betaalsystemen.
Euro1 is het systeem voor de hoogwaardige betalingen, is het systeem dat door de banken gebruikt wordt voor betalingen onderling. Voor de gewone betalingen (de betalingen onder de 50.000 euro) worden het Step1 en Step2 systeem gebruikt. 

Een internationale betaling volgt dan een route als hieronder beschreven:
1. De verkoper stuurt een factuur aan de koper, met daarop zijn gegevens (BIC-code van de bank, IBAN-nummer voor de bankrekening)
2. De koper betaalt de factuur. Hiervoor vult hij een formulier in dat hij van zijn eigen bank gekregen heeft met daarop in elk geval de BIC-code van de bank en het IBAN-rekeningnummer van de begunstigde, het bedrag in euro's en de adresgegevens van de verkoper.
3. De opdracht wordt elektronisch of via de post naar de ING Bank verstuurd.
4. De ING Bank controleert de betaling (genoeg saldo, correcte en volledige invulling van de gegevens) en voert de betaling in in het internationaal betalingssysteem.
5. Via Swift gaat er een bericht naar EBA Clearing met daarin de gegevens van de betalingsopdracht.
6. Dagelijks om 18:00 CET start controleert EBA de opdrachten voor de volgende dag en wordt er een totaalstand per bank berekend. De banken krijgen hiervan bericht en moeten voor 09:00 CET de volgende werkdag het bedrag verrekenen met hun settlement-bank (ECB, nationale centrale bank). De settlement-banken verrekenen de getotaliseerde bedragen de volgende dag onderling via het Euro1 circuit.
7. Via Swift stuurt EBA een bericht per transactie naar de bank van de verkoper, naar Crédit Agricole.
8. Crédit Agricole verwerkt de betaling in haar boeken
9. De klant wordt via een apart bijschrijvingsbericht door Crédit Agricole geïnformeerd dat er een internationale betaling op zijn rekening is bijgeboekt.
10. De klant beschikt nu over het geld en kan de betaling in zijn eigen boekhouding verwerken.

De hier beschreven methodes van verwerken van grensoverschrijdende betalingen werken uitsluitend in het Euro-gebied, voor overschrijvingen van euro's. Voor betalingen in andere valuta moeten andere methodes gehanteerd worden.

## Verwerking door middel van correspondent banking
De meest gebruikte methode in het grensoverschrijdend betalingsverkeer is correspondent banking. Dit geldt met name wanneer het gaat om betalingen in andere valuta dan de eigen valuta.
Betalingen in een bepaalde valuta worden uitsluitend afgehandeld in het land (de landen) waar deze valuta vandaan komen. Dat houdt in, dat betalingen in dollars altijd in de VS afgehandeld worden, ook al is het een betaling van twee Nederlandse partijen onderling. In dit geval wordt gebruikgemaakt van correspondent banking. Aangenomen dat Citibank de correspondent bank van ING is en JPMorganChase de correspondent bank van ABN AMRO, dan zou een dollarbetaling van een klant van ING naar een klant van ABN AMRO er als volgt uitzien:
1. De klant (koper) maakt een opdracht op voor de bank voor een betaling in dollars aan de verkoper die een rekening heeft bij ABN AMRO.
2. De opdracht gaat naar de bank, per post, per fax, per elektronisch bankieren, per telefonische opdracht, met name voor bedrijven is vrijwel elke wijze van communiceren mogelijk en af te spreken met de bank.
3. De bank controleert de gegevens van de opdracht en voert de gegevens in in de eigen systemen. Omdat het een dollarbetaling betreft wordt de betalingsopdracht doorgegeven aan de correspondent bank: Citibank. Voor dit doel houdt ING bij Citibank een rekening aan, de nostro rekening (nostro ons, onze rekening bij u). Ook ABN AMRO wordt op de hoogte gesteld
4. Via Swift gaat het bericht met de betaalgegevens naar Citibank.
Via Swift gaat ook de voormelding naar ABN AMRO
5. Citibank verwerkt de betaling. Van de rekening van ING, door Citi de loro rekening genaamd (loro = u, dus uw rekening bij ons), wordt het bedrag afgehaald. Het bedrag wordt via het Amerikaanse systeem doorgeboekt naar JPMorganChase.
6. De betaling van CitiBank naar JPMorganChase is een VS-binnenlandse betaling, die meeloopt in het VS-betalingscircuit, via de Amerikaanse centrale bank, de Federal Reserve, Fedwire Network.
7. JPMorganChase krijgt het bedrag binnen en boekt het naar de loro-rekening die ABN AMRO bij haar heeft.
8. Via Swift wordt ABN AMRO op de hoogte gesteld van de betaling
9. ABN AMRO ontvangt de bijschrijving en verwerkt deze in haar boeken.
10. De klant krijgt van ABN AMRO het afschrift met de gegevens van de dollarbetaling.

Op een dergelijke wijze worden dollarbetalingen afgewerkt, voor betalingen in andere valuta zullen andere correspondent-banken gebruikt worden. Voor betalingen in ponden bijvoorbeeld zullen Engelse banken gebruikt worden.

## Netwerkbankieren
Naast de hiervoor genoemde opties is het ook mogelijk gebruik te maken van de diensten van een netwerkbank. Grote netwerkbanken laten de grensoverschrijdende betalingen via het eigen kantorennet lopen. Daartoe zal de netwerkbank wel aangesloten moeten zijn bij de Clearing organisatie in het betreffende land.
Een afhandeling van een betaling via een netwerkbank kan er dan als hieronder geschetst uitzien. Het gaat dan om een betaling in euro's van een klant in de VS aan een verkoper in Nederland.
1. De klant in de VS maakt een opdracht tot betaling in euro's aan, te doen aan zijn leverancier die in Nederland een rekening bij Rabobank heeft.
2. De klant stuurt de opdracht naar zijn bank, Citibank.
3. Citibank VS verwerkt de opdracht, controleert de gegevens van de betaling en geeft deze verder door.
4. De opdracht wordt via het interne netwerk van Citi doorgegeven aan de Nederlandse vestiging.
5. De Nederlandse vestiging van Citibank verwerkt de opdracht als een binnenlandse betaling in Nederland.
6. De betaling wordt aan Rabobank doorgegeven en verwerkt via het binnenlands betalingsverkeer in Nederland, via Equens en DNB.
7. Rabobank ontvangt de betaling en werkt de rekening van de klant bij
8. Rabobank geeft de gegevens met een dagafschrift door aan haar klant
9. De klant ontvangt de betaling en kan haar debiteur afboeken.

De grote Nederlandse en Belgische banken bieden wel netwerkdiensten aan, maar alleen aan de grote zakelijke klanten.